# Břístevská hůra u Starého Vestce
Břístevská hůra u Starého Vestce är en kulle i Tjeckien.   Den ligger i regionen Mellersta Böhmen, i den centrala delen av landet, 30 km öster om huvudstaden Prag. Toppen på Břístevská hůra u Starého Vestce är 233 meter över havet.
Terrängen runt Břístevská hůra u Starého Vestce är platt. Runt Břístevská hůra u Starého Vestce är det ganska glesbefolkat, med 45 invånare per kvadratkilometer. Närmaste större samhälle är Černý Most, 20,0 km väster om Břístevská hůra u Starého Vestce. Trakten runt Břístevská hůra u Starého Vestce består till största delen av jordbruksmark.